# Jardim São Paulo-Ayrton Senna (métro de São Paulo)
Jardim São Paulo - Ayrton Senna est une station de la Ligne 1 - Bleue du métro de São Paulo. Elle est située sur l'avenue Leôncio de Magalhães, dans le quartier de Jardim São Paulo (pt), dans le district de Santana, zone nord (pt) de São Paulo.
Mise en service en 1998, elle est exploitée par la Companhia do Metropolitano de São Paulo (CMSP), exploitant de la ligne 1.

## Situation sur le réseau

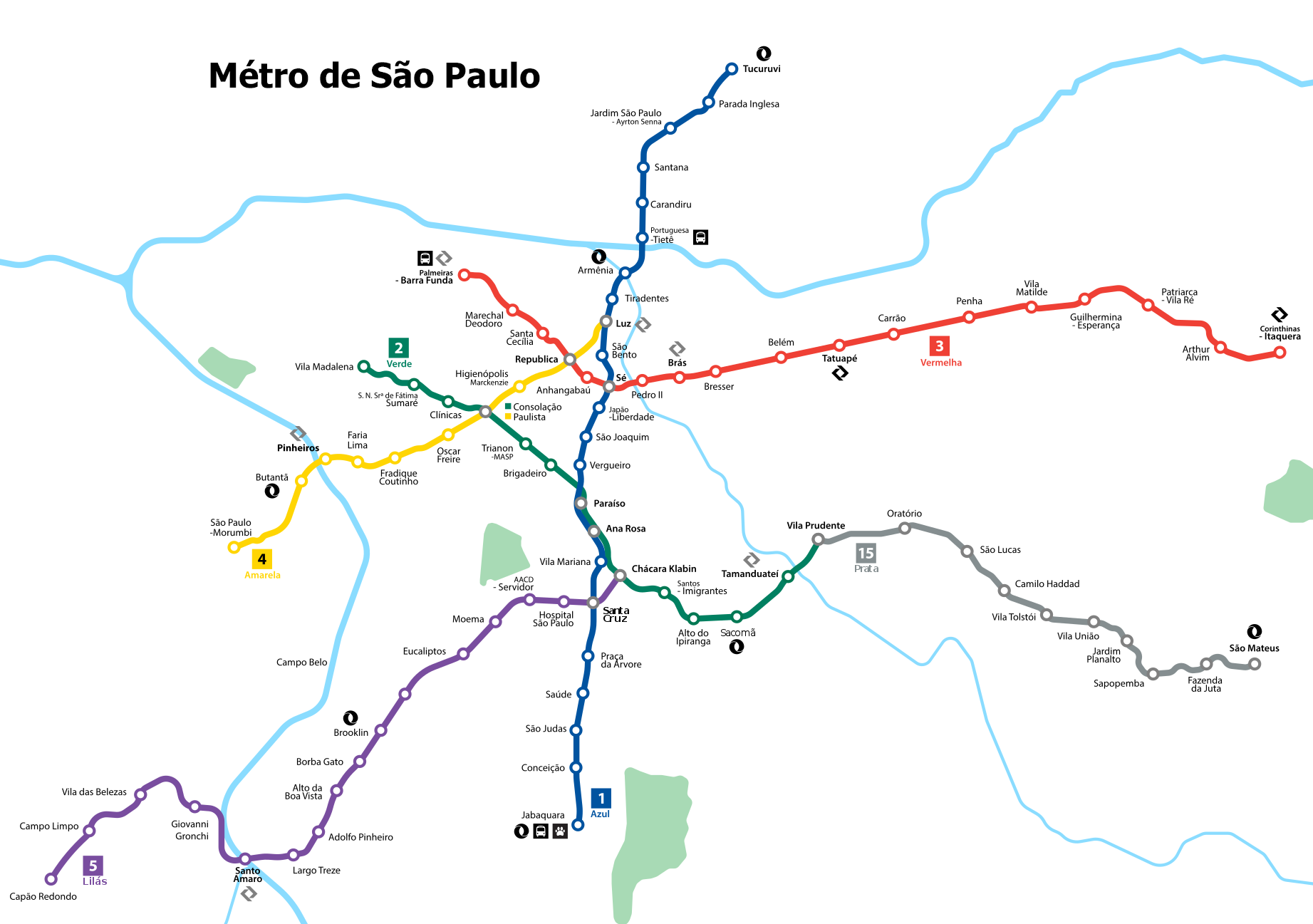
Plan du Métro de São Paulo 2020.

Établie en souterrain, Jardim São Paulo - Ayrton Senna est une station de passage de la ligne 1 du métro de São Paulo (bleue), située entre la station Parada Inglesa, en direction du terminus nord Tucuruvi, et la station Santana, en direction du terminus sud Jabaquara,.
Elle dispose d'un quai central encadré par les deux voies de la ligne.

## Histoire
La station, alors dénommée Jardim São Paulo, est inaugurée par le gouverneur Mário Covas le 29 avril 1998, avec les stations Tucuruvi et Parada Inglesa, dans le cadre du projet d'expansion nord de la ligne 1, qui a débuté en 1996. Elle dispose de 7 355 mètres carrés de surface construite et sa capacité de transit est de 20 000 voyageurs par heure, aux heures de pointe. Il s'agit d'une station souterraine avec une structure en béton apparent et un quais central situé sous la mezzanine de distribution. Elle dispose également d'ouvertures pour l'éclairage naturel dans l'environnement de la plateforme et un aménagement paysager différencié, avec la présence de jardins au niveau du hall où se trouvent les salles de billets et les blocs.  
La conception de cette station a valu à l'architecte Meire Gonçalves Selli le prix de la II Bienal Iberoamericana de Arquitectura e Ingenieria Civil de Madrid, en 2000.
En 2009, le député Campos Machado (pt), de PTB, a proposé un projet de changement du nom de la station Jardim São Paulo en Jardim São Paulo-Ayrton Senna, en l'honneur du pilote triple de Formule 1, né et résidant dans la région de Jardim São Paulo. En 2011, le changement de nom a été approuvé par le gouvernement de l'État, et ce changement a été mis en œuvre à partir d'octobre de la même année. Le projet a reçu plusieurs expressions de soutien de la société de São Paulo, y compris la collecte de milliers de signatures pour une pétition. Une sculpture en l'honneur du pilote doit également être installée sur le site,,. La sculpture doit être créée par le designer et artiste plastique Paulo Soláriz, connu pour ses sculptures-trophées et son art orienté vers l'automobilisme et créateur du projet qui a conduit au changement de nom.
Le nombre moyen de voyageurs arrivant à cette station en 2013 était de 16 000 voyageurs par jour ouvrable, l'une des stations le moins fréquentée de la ligne 1.

## Services aux voyageurs

### Accès et accueil
Elle est située au numéro 1000 de l'avenuda Leôncio de Magalhães, dans le quartier de Jardim São Paulo. Elle est accessibles aux personnes à la mobilité réduite.

### Desserte
Jardim São Paulo-Ayrton Senna est desservie par les rames de la ligne 1 du métro de São Paulo de 4h40 à 00h00.

installations et desserte
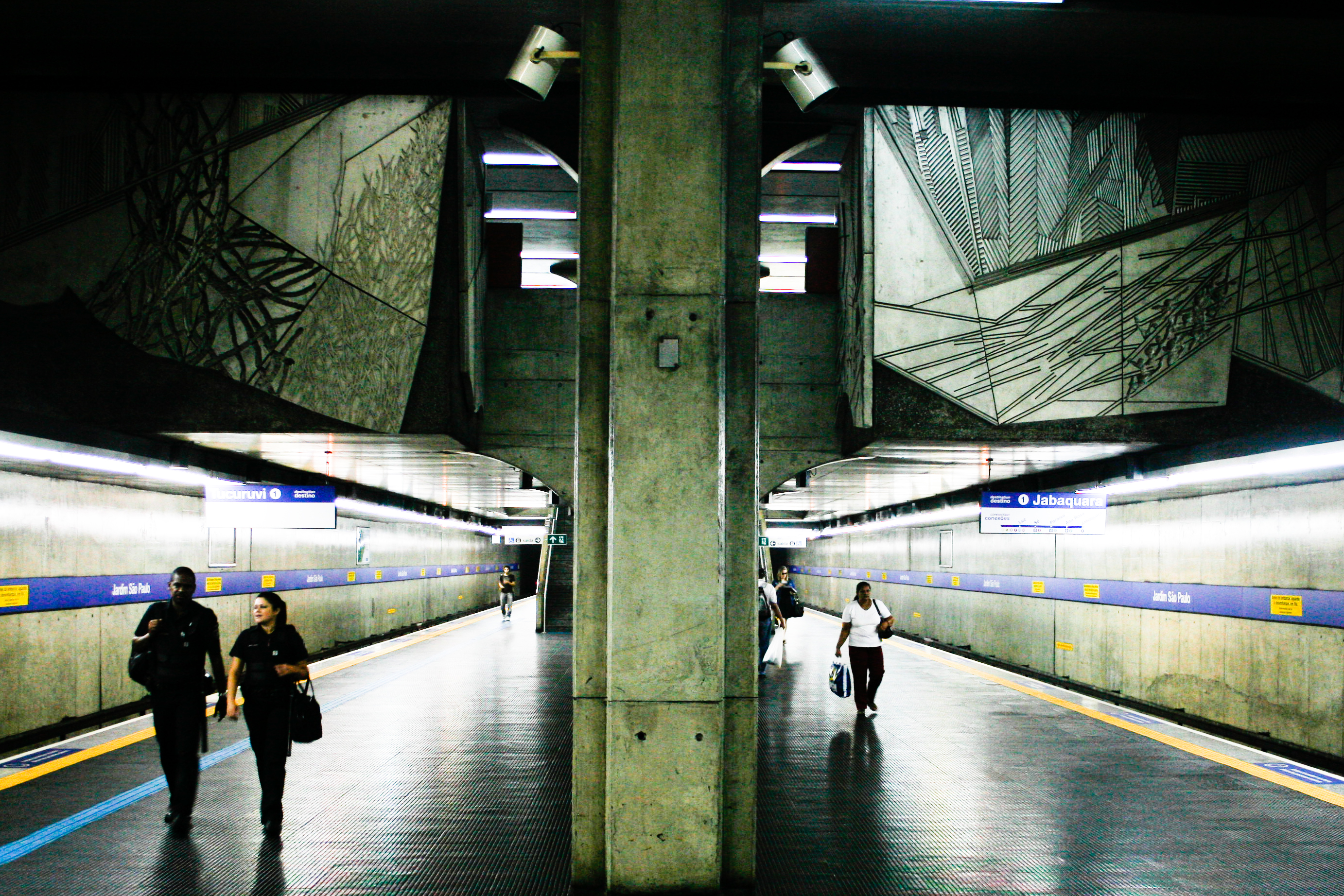
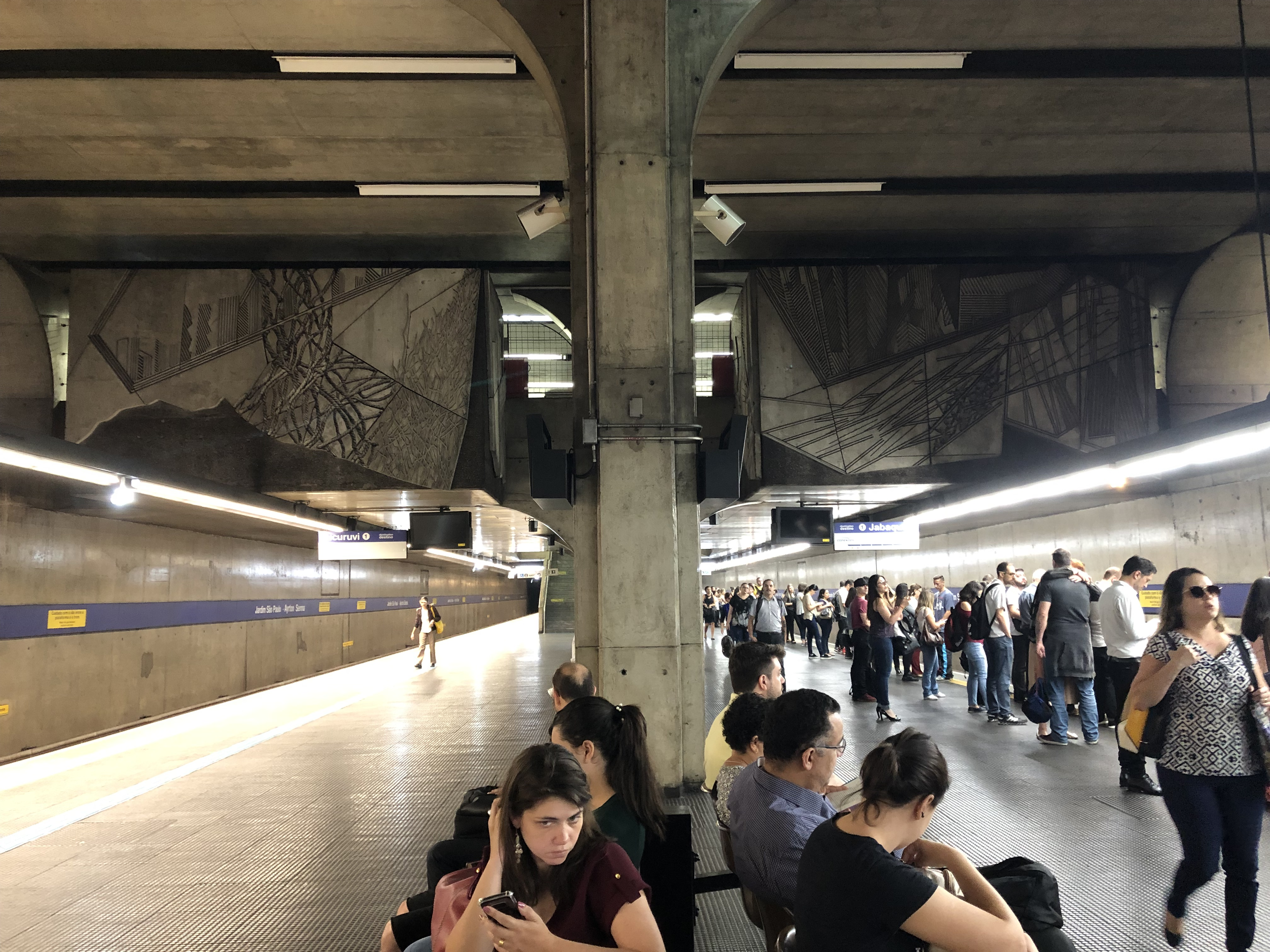
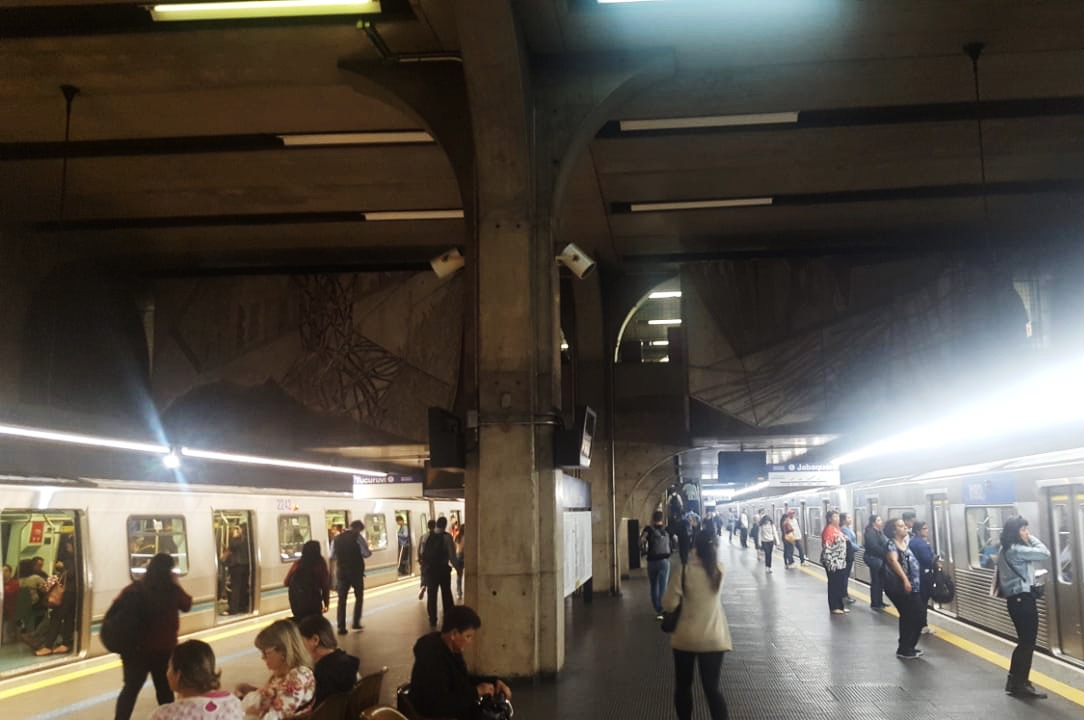

## Œuvres d'art
- Construção de São Paulo (panneau), Maria Bonomi, béton conventionnel moulé sous forme gravée (1998), béton armé (2 panneaux de béton, mesurant 3,00 m X 6,00 m X 2,70 m (total 52,20 m²)), installé sur le quai d'arrive[7].
- Voo de Xangô (sculpture), Gilberto Salvador, chaudronnerie/fonderie (1999), acier et peinture époxy (8,00 m X 20,00 m X 4,00 m - 6.600 kg), installé dans le jardin extérieur.

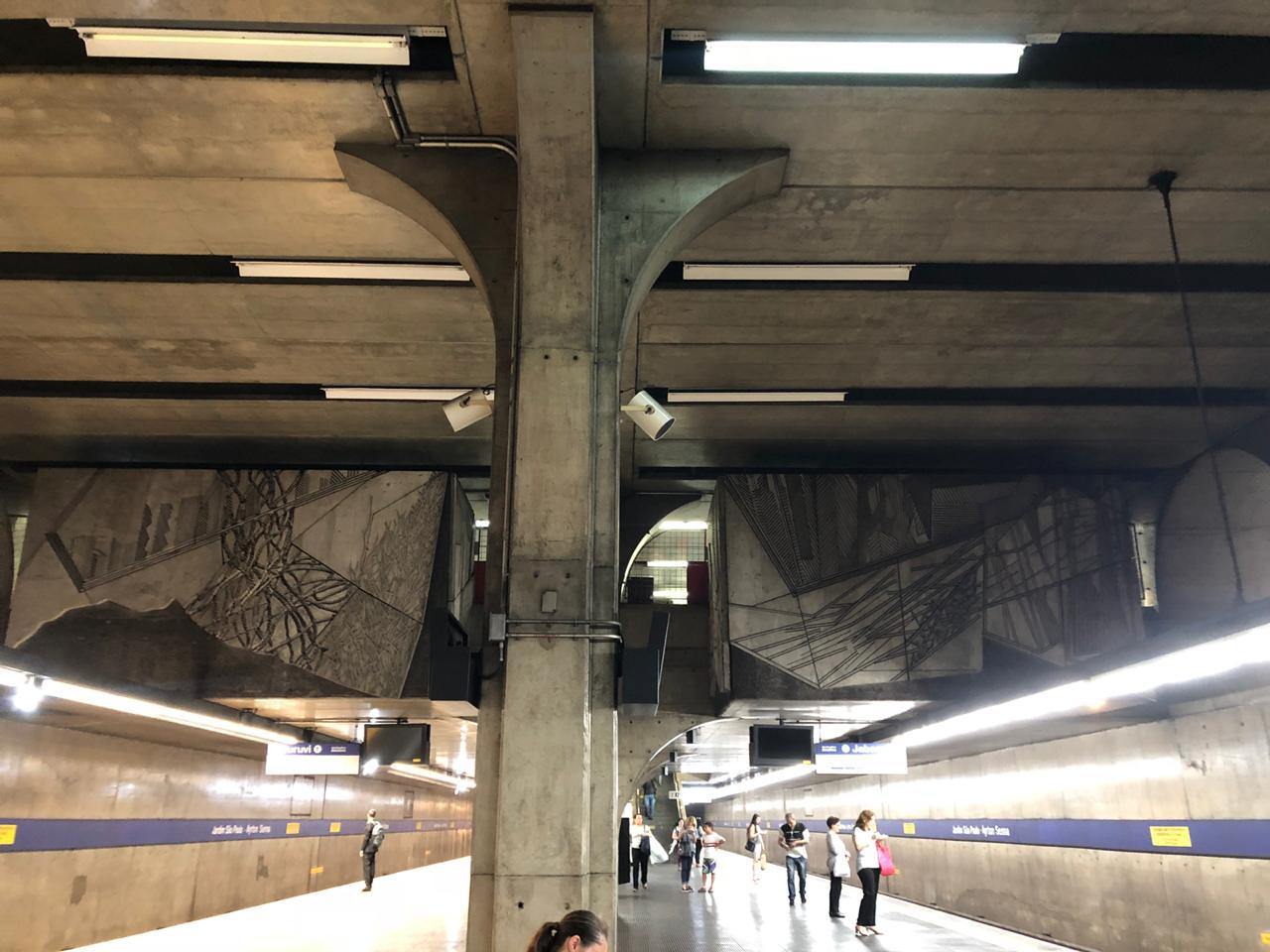
Les deux panneaux.
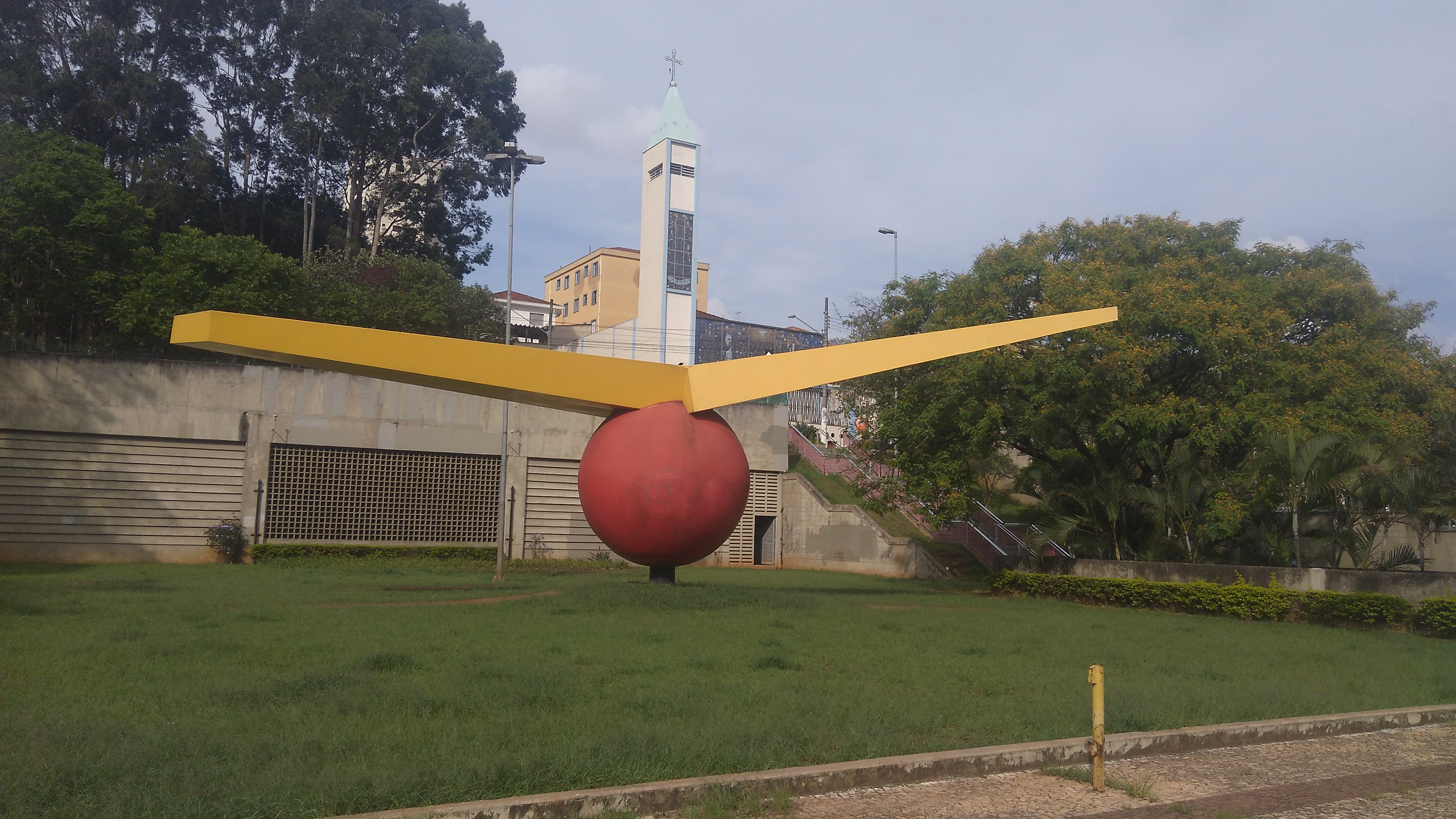
La sculpture.

## À proximité
- Parque Domingos Luís